# ジョルスン物語
『ジョルスン物語』（ジョルスンものがたり、The Jolson Story）は1946年のアメリカ合衆国の伝記映画。
監督はアルフレッド・E・グリーン、出演はラリー・パークスとイヴリン・キースなど。
世界初のトーキー作品である映画『ジャズ・シンガー』の主演俳優として知られる歌手で俳優のアル・ジョルソンの半生を描いたミュージカル映画である。なお、本作の公開当時、ジョルソン本人は存命中であり（4年後に死去）、主演のラリー・パークスの歌声はジョルソンによる吹き替えである。
第19回アカデミー賞において6部門でノミネートされ、2部門で受賞した（詳細は後述）。

## ストーリー
戒律の厳しいユダヤ人の家庭に育った少年エイサ・ヨルセンは、旅芸人スティーヴ・マーティンに才能を認められ、父の反対を押し切って芸人となる。
後に芸名を「アル・ジョルソン」と変えたエイサは長い下積みを経てブロードウェイの大スターとなる。そしてハリウッドにも進出したジョルソンは女優のジュリーと結婚し、夫婦揃ってスターとして活躍するが、田舎での穏やかな暮らしを望む妻の希望を叶えるために引退する。
しかし、引退後も変わらぬ人気を誇るジョルスンのショービジネスへの熱い想いに気付いたジュリーは、彼のもとを去る。

## キャスト
- エイサ・ヨルセン（アル・ジョルソン）: ラリー・パークス（少年期：スコッティ・ベケット（英語版））
- ジュリー・ベンソン: イヴリン・キース - 女優。後にジョルソンの妻となる。
- スティーヴ・マーティン: ウィリアム・デマレスト - エイサの才能を見出し芸人に育てる。後にジョルソンのマネージャとなる。
- トム・バロン: ビル・グッドウィン（英語版） - 元芸人の劇場支配人。
- ヨルセン氏: ルドウィッグ・ドナス（英語版） - エイサの父。ハッザーン（カントル）。

## 史実との違い
ジョルソンの妻となるジュリー・ベンソンのモデルはジョルソンの3番目の妻ルビー・キーラーであるが、最初と2番目の妻（いずれも離婚）については全く描かれず、ジュリー（ルビー）との結婚が初婚であるように描かれている。またジョルソンとルビーとの間には子供が1人いるが、その存在についても描かれていない。

## 映画賞受賞・ノミネート
| 映画祭・賞       | 部門                 | 候補                             | 結果       |
| ---------------- | -------------------- | -------------------------------- | ---------- |
| アカデミー賞     | 主演男優賞           | ラリー・パークス                 | ノミネート |
| アカデミー賞     | 助演男優賞           | ウィリアム・デマレスト           | ノミネート |
| アカデミー賞     | ミュージカル音楽賞   | モリス・W・ストロフ              | 受賞       |
| アカデミー賞     | 録音賞               | コロンビア・スタジオ・サウンド部 | 受賞       |
| アカデミー賞     | 撮影賞（カラー）     | ジョセフ・ウォーカー             | ノミネート |
| アカデミー賞     | 編集賞               | ウィリアム・A・リオン            | ノミネート |
| カンヌ国際映画祭 | コンペティション部門 |                                  | ノミネート |